# Lista gmin w stanie San Luis Potosí

Lokalizacja stanu San Luis Potosí na mapie Meksyku

Gminy stanu San Luis Potosí według kodów Meksykańskiego Instytutu Statystycznego

Meksykański stan San Luis Potosí podzielony jest na 58 gmin (hiszp. municipios).
| INEGI (kod statystyczny) | Nazwa gminy                 | Siedziba władz              | Liczba ludności |
| ------------------------ | --------------------------- | --------------------------- | --------------- |
| 001                      | Ahualulco                   | Ahualulco del Sonido 13     | 17 428          |
| 002                      | Alaquines                   | Alaquines                   | 7 831           |
| 003                      | Aquismón                    | Aquismón                    | 45 074          |
| 004                      | Armadillo de los Infante    | Armadillo de los Infante    | 4 506           |
| 005                      | Axtla de Terrazas           | Axtla de Terrazas           | 32 721          |
| 006                      | Cárdenas                    | Cárdenas                    | 17 804          |
| 007                      | Catorce                     | Real de Catorce             | 9 159           |
| 008                      | Cedral                      | Cedral                      | 16 948          |
| 009                      | Cerritos                    | Cerritos                    | 20 425          |
| 010                      | Cerro de San Pedro          | Cerro de San Pedro          | 3 278           |
| 011                      | Charcas                     | Charcas                     | 20 173          |
| 012                      | Ciudad del Maíz             | Ciudad del Maíz             | 29 855          |
| 013                      | Ciudad Fernández            | Ciudad Fernández            | 41 052          |
| 014                      | Ciudad Valles               | Ciudad Valles               | 156 859         |
| 015                      | Coxcatlán                   | Coxcatlán                   | 17 038          |
| 016                      | Ebano                       | Ebano                       | 38 247          |
| 017                      | El Naranjo                  | El Naranjo                  | 18 454          |
| 018                      | Guadalcazar                 | Guadalcazar                 | 24 893          |
| 019                      | Huehuetlán                  | Huehuetlán                  | 14 768          |
| 020                      | Lagunillas                  | Lagunillas                  | 5 647           |
| 021                      | Matehuala                   | Matehuala                   | 82 726          |
| 022                      | Matlapa                     | Matlapa                     | 29 548          |
| 023                      | Mexquitic de Carmona        | Mexquitic de Carmona        | 48 484          |
| 024                      | Moctezuma                   | Moctezuma                   | 18 344          |
| 025                      | Rayón                       | Rayón                       | 14 616          |
| 026                      | Rioverde                    | Rioverde                    | 85 945          |
| 027                      | Salinas                     | Salinas de Hidalgo          | 26 985          |
| 028                      | San Antonio                 | San Antonio                 | 9 274           |
| 029                      | San Ciro de Acosta          | San Ciro de Acosta          | 9 885           |
| 030                      | San Luis Potosí             | San Luis Potosí             | 730 950         |
| 031                      | San Martín Chalchicuautla   | San Martín Chalchicuautla   | 21 576          |
| 032                      | San Nicolás Tolentino       | San Nicolás Tolentino       | 5 547           |
| 033                      | Santa Catarina              | Santa Catarina              | 10 910          |
| 034                      | Santa María del Río         | Santa María del Río         | 39 270          |
| 035                      | Santo Domingo               | Santo Domingo               | 11 333          |
| 036                      | San Vicente Tancuayalab     | San Vicente Tancuayalab     | 13 358          |
| 037                      | Soledad de Graciano Sánchez | Soledad de Graciano Sánchez | 226 803         |
| 038                      | Tamasopo                    | Tamasopo                    | 26 908          |
| 039                      | Tamazunchale                | Tamazunchale                | 93 819          |
| 040                      | Tampacan                    | Tampacan                    | 16 767          |
| 041                      | Tampamolón Corona           | Tampamolón Corona           | 13 760          |
| 042                      | Tamuín                      | Tamuín                      | 35 446          |
| 043                      | Tancanhuitz de Santos       | Tancanhuitz de Santos       | 20 495          |
| 044                      | Tanlajás                    | Tanlajás                    | 19 062          |
| 045                      | Tanquián de Escobedo        | Tanquián de Escobedo        | 13 389          |
| 046                      | Tierra Nueva                | Tierra Nueva                | 8 998           |
| 047                      | Vanegas                     | Vanegas                     | 7 098           |
| 048                      | Venado                      | Venado                      | 13 948          |
| 049                      | Villa de Arista             | Villa de Arista             | 14 085          |
| 050                      | Villa de Arriaga            | Villa de Arriaga            | 14 952          |
| 051                      | Villa de Guadalupe          | Villa de Guadalupe          | 9 238           |
| 052                      | Villa de La Paz             | Villa de La Paz             | 4 967           |
| 053                      | Villa de Ramos              | Villa de Ramos              | 34 516          |
| 054                      | Villa de Reyes              | Villa de Reyes              | 42 010          |
| 055                      | Villa de Hidalgo            | Villa de Hidalgo            | 13 966          |
| 056                      | Villa Juárez                | Villa Juárez                | 9 775           |
| 057                      | Xilitla                     | Xilitla                     | 50 064          |
| 058                      | Zaragoza                    | Villa de Zaragoza           | 22 425          |